# Echinopora pellucida
Espèce
Echinopora pellucida est une espèce de coraux appartenant à la famille des Merulinidae.